# سیردییا
سیردییا (به صربی: Sirdija) یک منطقهٔ مسکونی در صربستان است که در اوبرنوواتس واقع شده‌است.